# Пиюке
Пиюке (на сръбски: Пијуке) е село в Босна и Херцеговина, разположено в община Власеница, в ентитета на Република Сръбска. Населението му според преброяването през 2013 г. е 72 души, от тях: 72 (100,00 %) бошняци.

## Население
Численост на населението според преброяванията през годините:
- 1961 – 148 души
- 1971 – 225 души
- 1981 – 200 души
- 1991 – 186 души
- 2013 – 72 души